# Koldo Fernández
Koldo Fernández de Larrea, född 13 september 1981 i Vitoria-Gasteiz, Baskien, är en professionell spansk tävlingscyklist. Cyklisten tävlar för det baskiska UCI ProTour-stallet Euskaltel-Euskadi. Fernández de Larrea blev professionell 2004. 

## Ungdom
Som 18-åring vann Koldo Fernández de spanska nationsmästerskapen i linjelopp för juniorer.

## Professionell
Koldo Fernández de Larrea blev professionell 2004 med det baskiska stallet Euskaltel-Euskadi. 
Han vann etapp sju på Tirreno-Adriatico 2007 . 
I mars 2008 vann han den femte etappen på Vuelta a Murcia före Graeme Brown och Juan José Haedo. Fernández vann också tävlings poängtröja. Senare samma månad vann han etapp 5 på Vuelta a Castilla y León framför den nederländska cyklisten Thomas Dekker.
Senare under säsongen 2008 vann han också den andra etappen av Euskal Bizikleta. I augusti vann Koldo Fernández den tredje etappen av Vuelta a Burgos. I oktober blev Fernández den tredje basken att vinna Tour de Vendée.
I februari 2009 slutade Koldo Fernández trea på etapp 1 av Volta ao Algarve bakom Heinrich Haussler och Dennis Van Winden. Han vann etapp 2 av tävlingen framför Manuel Cardoso och Gerald Ciolek. I mars slutade han trea på etapp 2 av Tirreno-Adriatico bakom italienarna Alessandro Petacchi och Daniele Bennati. Senare under säsongen slutade han trea på etapp 5 av Romandiet runt bakom Oscar Freire och Tyler Farrar. Koldo Fernández slutade trea på etapp 5 av International Bayern Rundfahrt bakom tyskarna André Greipel och Heinrich Haussler. I juli vann spanjoren Circuito de Getxo. Koldo Fernández vann etapp 1 av Vuelta a Burgos. Han slutade på fjärde plats på etapp 3 av Vuelta a Burgos bakom Nikolas Maes, Aleksej Markov och Ben Hermans. Han slutade på femte plats på Cyclassics Hamburg 2009. I september åkte han över till Storbritannien för Tour of Britain där han slutade på andra plats på etapp 8 bakom italienaren Michele Merlo.

## Meriter
1999
1:a, Nationsmästerskapen, linjelopp, juniorer
2004
2:a, etapp 3, Tour du Limousin
2:a, etapp 7, Tour de l'Avenir
3:a, Memorial Manuel Galera
2006
3:a, etapp 3, Polen runt
2007
1:a, etapp 7, Tirreno-Adriatico
2:a, etapp 6, Vuelta a España
2:a, etapp 5, Vuelta a Andalucía (Ruta del Sol)
2:a, etapp 3, Vuelta Ciclista a la Rioja
3:a, etapp 4, Vuelta a Andalucia (Ruta del Sol)
2008
1:a, etapp 5, Vuelta a Murcia
Poängtröjan
1:a, etapp 5, Vuelta a Castilla y León
1:a, etapp 2, Euskal Bizikleta
1:a, etapp 3, Vuelta a Burgos
1:a, Tour de Vendée
2:a, etapp 1, Vuelta a Murcia
2:a, etapp 3, Vuelta a Murcia
3:a, etapp 13, Giro d'Italia 2008
2009
1:a, etapp 2, Volta ao Algarve
1:a, Circuito de Getxo
1:a, etapp 1, Vuelta a Burgos
2:a, etapp 8, Tour of Britain
3:a, etapp 1, Volta ao Algarve
3:a, etapp 2, Tirreno-Adriatico
3:a, etapp 5, Romandiet runt

## Stall
- 2004- Euskaltel-Euskadi